# Florence Lawrence

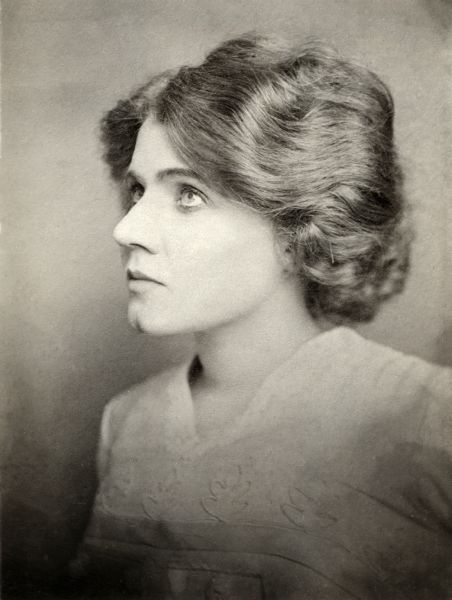
Florence Lawrence im Alter von 22 Jahren

Florence Lawrence (* 2. Januar 1886 in Hamilton, Ontario, Kanada; † 28. Dezember 1938 in Beverly Hills, Los Angeles, Kalifornien, Vereinigte Staaten; eigentlich Florence Annie Bridgwood) war eine kanadisch-US-amerikanische Stummfilmschauspielerin, die an über 300 Filmproduktionen teilnahm. Lawrence wird auch häufig als erster Filmstar der Filmgeschichte bezeichnet.

## Leben

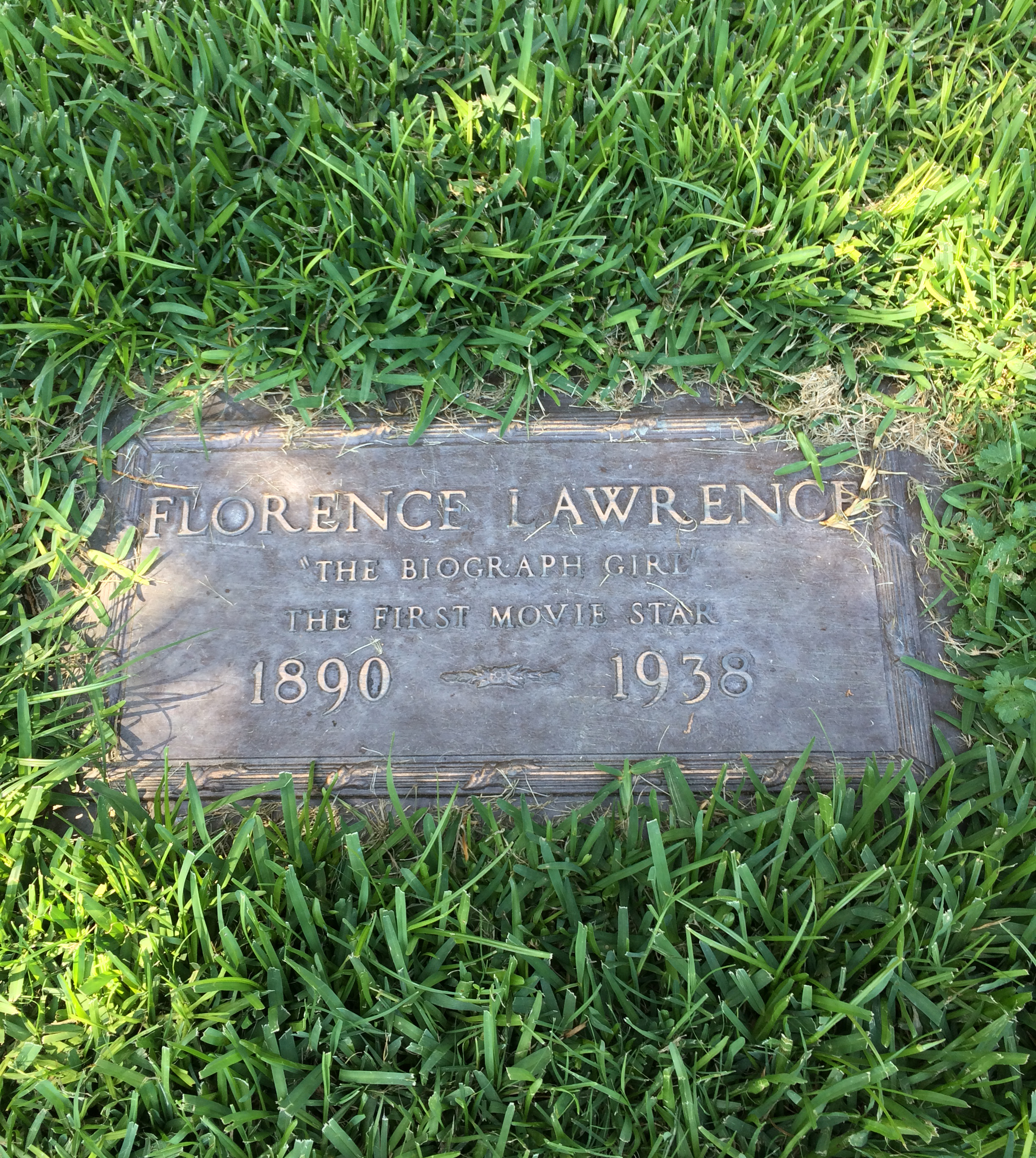
Grab auf dem Hollywood Forever Cemetery (das angegebene Geburtsjahr auf der Grabplatte ist falsch)

Florence Lawrence wurde in Kanada als Tochter einer Vaudeville-Schauspielerin geboren. Sie gehörte zu den ersten kanadischen Filmpionieren in Hollywood. 1906 drehte sie ihren ersten Film, ein Jahr später war sie bereits in 38 Produktionen aufgetreten, die damals allerdings selten länger als 15 Minuten dauerten. Sie trat in einigen von D. W. Griffiths frühesten Filmen auf und wurde mit der Zeit zum ersten echten Star der Filmgeschichte. Das Publikum begann, gezielt nach Produktionen mit der Schauspielerin zu verlangen, die in der Öffentlichkeit zunächst nur als „The Biograph Girl“ bekannt war.
Im Jahr 1910 war es Carl Laemmle, der diese Bekanntheit gezielt für Werbezwecke nutzte. Er lockte Lawrence mit einem lukrativen Vertrag zu seiner Gesellschaft IMP (Independent Motion Picture Company) und veröffentlichte in der überregionalen Presse erfundene Berichte, wonach Florence Lawrence, das ehemalige „Biograph Girl“, bei einem Verkehrsunfall ums Leben gekommen sei. Einen Tag später ließ er diese Berichte als infam und von seinen Feinden lanciert dementieren. Gleichzeitig wurde bekanntgegeben, dass Florence Lawrence wohlauf sei und ihr erster Film als „IMP Girl“ The Broken Oath in Kürze in den Verleih gebracht würde. Seit dieser Zeit waren Filmschauspieler auch als Individuen bekannt und das Starwesen hatte begonnen.
Lawrence drehte bis 1915 zahllose Filme, die sie meist als jungfräuliche Heldin in viktorianischen Melodramen zeigten. Nachdem sie in diesem Jahr bei einem Studiobrand schwere Verbrennungen erlitten hatte, musste sie mehrere Jahre pausieren. Mit dem Wandel des Publikumsgeschmacks nach dem Ersten Weltkrieg geriet Florence Lawrence zunehmend in Vergessenheit. 1929 verlor sie ihr Vermögen beim damaligen Börsencrash und fiel in den darauf folgenden Jahren in starke Depressionen. Sie lebte von einem kleinen Gehalt, das ihr eine Stiftung für verarmte Künstler zahlte. Nachdem 1937 bei Lawrence eine seltene und unheilbare Knochenerkrankung diagnostiziert wurde, nahm sie sich 1938 das Leben. Ihre letzte Ruhe fand sie auf dem Hollywood Forever Cemetery.

## Filmografie
Kurzfilme
- 1906: The Automobile Thieves
- 1907: Daniel Boone
- 1907: The Boy, the Bust and the Bath
- 1907: Athletic American Girls
- 1907: Bargain Fiend; or, Shopping à la Mode
- 1907: The Shaughraun
- 1907: The Mill Girl
- 1907: The Despatch Bearer; or, Through the Enemy’s Lines
- 1908: Cupid’s Realm; or, A Game of Hearts
- 1908: Macbeth
- 1908: Romeo and Juliet
- 1908: Lady Jane’s Flight
- 1908: The Viking’s Daughter: The Story of the Ancient Norsemen
- 1908: Love Laughs at Locksmiths; an 18th Century Romance
- 1908: The Bandit’s Waterloo
- 1908: Salome
- 1908: Betrayed by a Handprint
- 1908: The Girl and the Outlaw
- 1908: Behind the Scenes
- 1908: The Red Girl
- 1908: The Heart of O Yama
- 1908: Where the Breakers Roar
- 1908: A Smoked Husband
- 1908: Richard III
- 1908: The Stolen Jewels
- 1908: The Devil
- 1908: The Zulu’s Heart
- 1908: Father Gets in the Game
- 1908: Ingomar, the Barbarian
- 1908: The Vaquero’s Vow
- 1908: The Planter’s Wife
- 1908: Romance of a Jewess
- 1908: The Call of the Wild
- 1908: Concealing a Burglar
- 1908: Antony and Cleopatra
- 1908: After Many Years
- 1908: The Pirate’s Gold
- 1908: The Taming of the Shrew
- 1908: The Song of the Shirt
- 1908: The Ingrate
- 1908: A Woman’s Way
- 1908: The Clubman and the Tramp
- 1908: Julius Caesar
- 1908: Money Mad
- 1908: The Valet’s Wife
- 1908: The Feud and the Turkey
- 1908: The Reckoning
- 1908: The Test of Friendship
- 1908: An Awful Moment
- 1908: The Dancer and the King: A Romantic Story of Spain
- 1908: The Christmas Burglars
- 1908: Mr. Jones at the Ball
- 1908: The Helping Hand
- 1908: The Reg Girl
- 1909: One Touch of Nature
- 1908: Mrs. Jones Entertains
- 1909: The Honor of Thieves
- 1909: Love Finds a Way
- 1909: The Sacrifice
- 1909: Those Boys!
- 1909: The Criminal Hypnotist
- 1909: The Fascinating Mrs. Francis
- 1909: Mr. Jones Has a Card Party
- 1909: Those Awful Hats
- 1909: The Cord of Life
- 1909: The Girls and Daddy
- 1909: The Brahma Diamond
- 1909: A Wreath in Time
- 1909: Tragic Love
- 1909: The Curtain Pole
- 1909: His Ward’s Love
- 1909: The Joneses Have Amateur Theatricals
- 1909: The Politician’s Love Story
- 1909: The Golden Louis
- 1909: At the Altar
- 1909: Saul and David
- 1909: The Prussian Spy
- 1909: His Wife’s Mother
- 1909: A Fool’s Revenge
- 1909: The Wooden Leg
- 1909: The Roue’s Heart
- 1909: The Salvation Army Lass
- 1909: The Lure of the Gown
- 1909: I Did It
- 1909: The Deception
- 1909: And a Little Child Shall Lead Them
- 1909: The Medicine Bottle
- 1909: Jones and His New Neighbors
- 1909: A Drunkard’s Reformation
- 1909: Trying to Get Arrested
- 1909: The Road to the Heart
- 1909: Schneider’s Anti–Noise Crusade
- 1909: The Winning Coat
- 1909: A Sound Sleeper
- 1909: Confidence
- 1909: Lady Helen’s Escapade
- 1909: A Troublesome Satchel
- 1909: The Drive for a Life
- 1909: Lucky Jim
- 1909: Tis an Ill Wind That Blows No Good
- 1909: The Eavesdropper
- 1909: The Note in the Shoe
- 1909: One Busy Hour
- 1909: The French Duel
- 1909: Jones and the Lady Book Agent
- 1909: A Baby’s Shoe
- 1909: The Jilt
- 1909: Resurrection
- 1909: The Judgment of Solomon
- 1909: Two Memories
- 1909: Eloping with Auntie
- 1909: What Drink Did
- 1909: Eradicating Aunty
- 1909: The Lonely Villa
- 1909: Her First Biscuits
- 1909: The Peachbasket Hat
- 1909: The Way of Man
- 1909: The Necklace
- 1909: The Country Doctor
- 1909: The Cardinal’s Conspiracy
- 1909: Tender Hearts
- 1909: Sweet and Twenty
- 1909: Jealousy and the Man
- 1909: The Slave
- 1909: The Mended Lute
- 1909: Mr. Jones’ Burglar
- 1909: Mrs. Jones’ Lover; or, ’I Want My Hat’
- 1909: The Hessian Renegades
- 1909: Lines of White on a Sullen Sea
- 1909: Love’s Stratagem
- 1909: Nursing a Viper
- 1909: The Forest Ranger’s Daughter
- 1909: Her Generous Way
- 1909: Lest We Forget
- 1909: The Awakening of Bess
- 1910: The Winning Punch
- 1910: The Right of Love
- 1910: The Tide of Fortune
- 1910: Never Again
- 1910: A Rose of the Philippines
- 1910: The Coquette’s Suitors
- 1910: Justice in the Far North
- 1910: The Blind Man’s Tact
- 1910: Jane and the Stranger
- 1910: The Governor’s Pardon
- 1910: The New Minister
- 1910: Mother Love
- 1910: The Broken Oath
- 1910: The Time-Lock Safe
- 1910: His Sick Friend
- 1910: The Stage Note
- 1910: Transfusion
- 1910: The Miser’s Daughter
- 1910: His Second Wife
- 1910: The Rosary
- 1910: The Maelstrom
- 1910: The New Shawl
- 1910: Two Men
- 1910: The Doctor’s Perfidy
- 1910: The Eternal Triangle
- 1910: The Nichols on Vacation
- 1910: A Reno Romance
- 1910: A Discontented Woman
- 1910: A Self–Made Hero
- 1910: A Game for Two
- 1910: The Call of the Circus
- 1910: Old Heads and Young Hearts
- 1910: Bear Ye One Another’s Burdens
- 1910: The Irony of Fate
- 1910: Once Upon a Time
- 1910: Among the Roses
- 1910: The Senator’s Double
- 1910: The Taming of Jane
- 1910: The Widow
- 1910: The Right Girl
- 1910: Debt
- 1910: Pressed Roses
- 1910: All the World’s a Stage
- 1910: The Count of Montebello
- 1911: His Bogus Uncle
- 1911: Age Versus Youth
- 1911: A Show Girl’s Stratagem
- 1911: The Test
- 1911: Nan’s Diplomacy
- 1911: Vanity and Its Cure
- 1911: His Friend, the Burglar
- 1911: The Actress and the Singer
- 1911: Her Artistic Temperament
- 1911: Her Child’s Honor
- 1911: The Wife’s Awakening
- 1911: Opportunity and the Man
- 1911: The Two Fathers
- 1911: The Hoyden
- 1911: The Sheriff and the Man
- 1911: A Fascinating Bachelor
- 1911: That Awful Brother
- 1911: Her Humble Ministry
- 1911: A Good Turn
- 1911: The State Line
- 1911: A Game of Deception
- 1911: The Professor’s Ward
- 1911: Duke De Ribbon Counter
- 1911: Higgenses Versus Judsons
- 1911: The Little Rebel
- 1911: Always a Way
- 1911: The Snare of Society
- 1911: During Cherry Time
- 1911: The Gypsy
- 1911: Her Two Sons
- 1911: Through Jealous Eyes
- 1911: A Rebellious Blossom
- 1911: The Secret
- 1911: Romance of Pond Cove
- 1911: The Story of Rosie’s Rose
- 1911: The Life Saver
- 1911: The Matchmaker
- 1911: The Slavey’s Affinity
- 1911: The Maniac
- 1911: A Rural Conqueror
- 1911: One on Reno
- 1911: Aunt Jane’s Legacy
- 1911: His Chorus Girl Wife
- 1911: A Blind Deception
- 1911: A Head for Business
- 1911: A Girlish Impulse
- 1911: Art Versus Music
- 1911: The American Girl
- 1912: A Village Romance
- 1912: In Swift Waters
- 1912: The Players
- 1912: Not Like Other Girls
- 1912: Taking a Chance
- 1912: The Mill Buyers
- 1912: The Chance Shot
- 1912: Her Cousin Fred
- 1912: The Winning Punch
- 1912: After All
- 1912: All for Love
- 1912: Flo’s Discipline
- 1912: The Advent of Jane
- 1912: Tangled Relations
- 1912: Betty’s Nightmare
- 1912: The Cross-Roads
- 1912: The Angel of the Studio
- 1912: The Redemption of Riverton
- 1912: Sisters
- 1912: The Lady Leone
- 1912: Was Mabel Cured?
- 1913: The Closed Door
- 1913: The Girl o’the Woods
- 1913: The Spender
- 1913: His Wife’s Child
- 1913: Unto the Third Generation
- 1913: The Influence of Sympathy
- 1913: A Girl and Her Money
- 1914: The Coryphee
- 1914: The False Bride
- 1914: The Law’s Decree
- 1914: The Stepmother
- 1914: The Honeymooners
- 1914: Diplomatic Flo
- 1914: The Little Mail Carrier
- 1914: The Pawns of Destiny
- 1914: The Bribe
- 1914: A Disenchantment
- 1914: The Doctor’s Testimony
- 1914: A Singular Cynic
- 1914: Her Ragged Knight
- 1914: The Mad Man’s Ward
- 1914: The Honor of the Humble
- 1914: Counterfeiters
- 1914: A Mysterious Mystery
- 1914: The Woman Who Won
- 1917: Face on the Screen
- 1918: The Love Craze

Spielfilme
- 1912: The Defender of the Name
- 1914: The Romance of a Photograph
- 1914: A Singular Sinner
- 1916: Elusive Isabel
- 1922: The Unfoldment
- 1923: Frauen in Flammen (Lucretia Lombard)
- 1924: Gambling Wives
- 1926: The Johnstown Flood
- 1926: Wien bleibt Wien (The Greater Glory)
- 1930: Sweeping Against the Winds
- 1931: Homicide Squad
- 1931: Pleasure
- 1931: The Hard Hombre
- 1932: So Big
- 1932: Sinners in the Sun
- 1933: Secrets
- 1933: The Silk Express
- 1934: Die gute alte Zeit (The Old Fashioned Way)
- 1935: Man on the Flying Trapeze
- 1935: Kreuzritter – Richard Löwenherz (The Crusades)
- 1936: Yellow Dust
- 1936: One Rainy Afternoon
- 1937: Hollywood Boulevard
- 1937: Night Must Fall

## Filmdokumentation
- David Gill, Kevin Brownlow: Hollywood. A Celebration of the American Silent Film. Teil 1: The Pioneers. HBO Video, New York NY 1979, (VHS-Video).